# Karel Kroupa senior
Karel Kroupa (* 15. April 1950 in Brünn) ist ein ehemaliger tschechischer Fußballspieler und späterer Fußballmanager.

## Karriere
Karel Kroupa spielte in seiner Jugend für den Brünner Verein Sokol Bosnohy, ab 1966 für Spartak KPS Brno. Zwischen 1969 und 1971 absolvierte er seinen Wehrdienst bei Dukla Tábor. 1971 wechselte der Stürmer zu FC Zbrojovka Brno und spielte dort bis 1982 und noch mal von 1983 bis 1985. In der Saison 1982/83 spielte er bei TJ Gottwaldov.
Kroupa wurde am 13. Oktober 1974 zum ersten Mal in die Tschechoslowakische Fußballnationalmannschaft berufen, für die er insgesamt 21 Spiele bestritt. Dabei erzielte er vier Tore. Seinen letzten Auftritt für die Tschechoslowakei hatte der Angreifer am 3. Februar 1980. 1976 wurde Kroupa mit der Tschechoslowakei Europameister, kam allerdings im Halbfinale und im Endspiel nicht zum Einsatz.
1977 wurde Karel Kroupa Tschechoslowakischer Fußballer des Jahres, 1977/78 und 1978/79 Torschützenkönig der Tschechoslowakischen Liga. 1978 wurde er mit Zbrojovka Brno Tschechoslowakischer Meister.
In der 1. Tschechoslowakischen Liga schoss Karel Kroupa 118 Tore und ist damit Mitglied im Klub der Torjäger, dem Klub ligových kanonýrů.
Zum Ende seiner Karriere spielte der Stürmer von 1985 bis 1991 in unteren österreichischen Ligen.

## Manager
Von 1991 bis März 2005 arbeitete Kroupa als Manager beim 1. FC Brünn. Anschließend war er bis Mitte 2006 Manager des 1. FK Drnovice.

## Sonstiges
Karel Kroupas Sohn Karel Kroupa junior ist Profifußballspieler.